# Sin contrato
«Sin contrato» es una canción del cantante y actor colombiano Maluma de su álbum Pretty Boy, Dirty Boy. Maluma coescribió la canción con su productor Andrés Castro. Se lanzó como el cuarto sencillo del álbum el 26 de agosto de 2016 a través de Sony Music Latin. La canción alcanzó el número tres en Colombia y el número siete en la lista Hot Latin Songs de Estados Unidos. 
La canción con voces invitadas del grupo femenino estadounidense Fifth Harmony se estrenó en noviembre de 2015 en América del Norte, en el resto de Europa se publicó durante su presentación a dúo en la 16a Entrega Anual de los Premios Grammy Latinos. Otras versiones con los cantantes puertorriqueños Don Omar y Wisin fueron lanzados en el mismo año.

## Vídeo musical
El video musical de «Sin contrato» se estrenó el 26 de agosto de 2016 en la cuenta Vevo de Maluma en YouTube. El video musical fue dirigido por Jessy Terrero y fue filmado en varios lugares de la República Dominicana. Presenta a Yaritza Reyes que representó a la República Dominicana en Miss Universo 2013 en Rusia y Miss Mundo 2016 en los Estados Unidos.

## Lista de ediciones
| Descarga digital |                |          |  |
| N.º              | Título         | Duración |  |
| 1.               | «Sin contrato» | 3:41     |  |

| Remix – Norteamérica y Europa |                                          |          |  |
| N.º                           | Título                                   | Duración |  |
| 1.                            | «Sin contrato» (featuring Fifth Harmony) | 3:01     |  |

| Remix – Latinoamérica |                                             |          |  |
| N.º                   | Título                                      | Duración |  |
| 1.                    | «Sin contrato» (featuring Don Omar y Wisin) | 3:51     |  |

## Posicionamiento en listas
| Listas (2016)                                                                             | Mejor posición |
| ----------------------------------------------------------------------------------------- | -------------- |
| Chile (Monitor Latino)                                                                    | 8              |
| Colombia (National-Report)                                                                | 3              |
| México Airplay (Billboard) (Maluma featuring Fifth Harmony o con Don Omar y Wisin)        | 6              |
| España (PROMUSICAE) (Maluma featuring Fifth Harmony)                                      | 52             |
| Estados Unidos (Hot Latin Songs) (Maluma featuring Fifth Harmony o con Don Omar y Wisin)  | 7              |
| Estados Unidos (Tropical Airplay) (Maluma featuring Fifth Harmony o con Don Omar y Wisin) | 8              |

## Certificaciones
| País (organismo certificador)                   | Certificación | Unidades certificadas |
| ----------------------------------------------- | ------------- | --------------------- |
| España (PROMUSICAE)(Maluma feat. Fifth Harmony) | Platino       | 40 000                |
| Italia (FIMI)                                   | Oro           | 25 000                |
| México (AMPROFON)                               | 4x Platino    | 240 000               |